# 宝丹酮
勃地酮或译为宝丹酮（英語：Boldenone，开发阶段代号为：RU-18761）也被称为Δ1-睾酮，Δ1-testosterone，是一种天然同化類固醇（AAS）和睾酮的 1(2)-脱氢产物。勃地酮本身并未作为医用藥品上市，但其十一酸酯——宝丹酮十一烯酸酯为已上市药物。